# سن عنخ
سن عنخ كان و أمين الخزانة خلال عهد الأسرة الثانية عشر، في عهد الملك سنوسرت الثالث. يُعرف سن عنخ حتى الآن من نقش صخري منحوت في جزيرة سهيل ، جنوب أسوان. يحمل لقب حامل أختام الملك ، الصديق الوحيد وزعيم الأعمال في الأرض كلها . لقبه الرئيسي هو أمين الخزانة. يعود تاريخ النقش إلى السنة الثامنة من عهد سنوسرت الثالث ويذكر أنه حفر قناة تحت مسمي جميل هي طرق خاكور . خاكور هو اسم العرش سنوسرت الثالث.